# Robeasca
Robeasca est une commune roumaine située dans le județ de Buzău.